# Plaza de Santa Ana (Valladolid)
La plaza de Santa Ana es una vía urbana de la ciudad de Valladolid, España.

## Descripción
Aparece descrita en Las calles de Valladolid de Juan Agapito y Revilla de la siguiente manera:

Por estar muy cerca esta plaza del convento de Trinitarios calzados, en la calle de Doña María de Molina, se la llamó «plazuela de la Trinidad» y así la leo en escritura de 30 de abril de 1523 del Hospital de Esgueva, con casas en la calle de San Lorenzo, y así figura en el plano de 1738; pero se hizo en ella, de nueva planta, en el mismo siglo XVIII, el convento de religiosas de Santa Ana, y empezó a llamársela «plazuela del Real Monasterio de Santa Ana», como ya se la rotuló en el plano de 1788, y es claro, por la brevedad quedó en «plaza de Santa Ana», oficial desde 31 de marzo de 1843.

El convento de esta advocación tuvo su origen por traslado de las religiosas de Perales a esta ciudad, en 1596, y protegido por el favor real, se construyó por completo de nuevo, por planos de Sabatini, terminándose las obras en 1787, siendo su inauguración solemne el 1.º de octubre del mismo año.
Aun quiso adornar la iglesia el rey Don Carlos III, con ciertas obras de importancia y encargó la pintura de seis lienzos, tres a Don Ramón Bayeu, que son los de los altares del cuerpo del templo del lado del Evangelio, y otros tres a Don Francisco de Goya, que son los simétricos de aquellos en el lado de la Epístola.
En esta plazuela tuvo sus casas, que debieron de ser las situadas entre Zúñiga y Doña María de Molina, la rica familia de los Boninseni, que a principios del siglo XVII eran de Don Galván de Boninseni, y en las cuales contó el portugués Pinheiro da Veiga en 1605 hasta 270 aposentos. Muchas habitaciones me parece; pero allá él. Esas casas se quemaron en 24 de septiembre de 1736, y en ellas tenía un buen taller Pedro Correas, maestro ensamblador y tallista. Sacaron S. M. de San Lorenzo y le tuvieron en la calle de Zúñiga, cantando la letanía de los Santos. La casa se reconstruyó, y antes de ser modernizada, recientemente, y haberse instalado en ella la Confederación Hidráulica del Duero hasta ser trasladada a su edificio propio de la calle de Muro, sirvió para oficinas de Telégrafos. Tenía entonces cierto aspecto de mansión señorial.

Fue la «plazuela de Santa Ana» punto muy transitado en otros siglos, por ser paso más corto para desde la Plaza Mayor ir a visitar a la Virgen de San Lorenzo, patrona coronada de la ciudad, y a presenciar las comedias, pues al principio el teatro tuvo su entrada por la calle de San Lorenzo. El soportal que aún existe en el extremo de la plaza, casa esquina en la calle de San Lorenzo, le había en 1743, y sirvió para colocar en él el altar para la fiesta de la procesión que celebraba la cofradía de la Pasión el 27 de octubre, con motivo de colocar el Santísimo en su iglesia después de adornarla y pintarla de nuevo.